# Cut to the Feeling
Cut to the Feeling – utwór muzyczny kanadyjskiej piosenkarki Carly Rae Jepsen wydany jako singel w 2017 roku przez 604, School Boy oraz Interscope.
Piosenka jest utrzymana w stylistyce power pop/synth pop, z odniesieniami do brzmienia lat 80. Powstała ona podczas sesji nagraniowych do Emotion, jednak ostatecznie nie trafiła na album. Została później wykorzystana w kanadyjsko-francuskim filmie animowanym Balerina z 2016 roku, w którym Jepsen użyczyła głosu jednej z postaci. „Cut to the Feeling” ukazało się następnie jako singel w maju 2017 zdobywając entuzjastyczne oceny krytyków, którzy niejednokrotnie ogłosili nagranie jedną z najlepszych piosenek roku. Komercyjnie singel osiągnął znaczący sukces jedynie w Japonii, gdzie został certyfikowany jako złoty. Piosenka ukazała się na reedycji EP-ki Emotion: Side B, dostępnej jedynie na rynku japońskim.

## Lista ścieżek
- Digital download/Streaming[7][8]

1. „Cut to the Feeling” – 3:27

- Digital download/Streaming (Remix)[9][10]

1. „Cut to the Feeling” (Kid Froopy Remix) – 3:13

## Pozycje na listach przebojów
| Kraj                    | Pozycja | Certyfikat    |
| ----------------------- | ------- | ------------- |
| Japonia (Japan Hot 100) | 13      | złota płyta   |
| Wielka Brytania         | —       | srebrna płyta |